# Valerij Illics Hodemcsuk
Valerij Illics Hodemcsuk (ukránul: Валерій Ілліч Ходемчук; Kropivnya, 1951. március 24. – Pripjaty, csernobili atomerőmű, 1986. április 26.) gépkezelő volt a csernobili atomerőmű 4. reaktorblokkjának fő keringetőszivattyújánál. 1986. április 26-án, a csernobili katasztrófa éjszakáján a robbanás pillanatában a szolgálati helyén, a 4. reaktor keringetőszivattyújánál tartózkodott. Ő volt a reaktorbaleset első áldozata. Holtteste nem került elő.

## Élete
A Kijevi terület Ivankivi járásában fekvő Kropivnya faluban született. 1973-tól dolgozott a csernobili atomerőműnél különféle gépkezelői és operátori beosztásokban. 2008-ban posztumusz a Bátorságért érdemérem (Orden za muzsnyiszty) III. fokozatával tüntették ki.